# Graphium hachei
Graphium hachei är en fjärilsart som först beskrevs av Herman Dewitz 1881.  Graphium hachei ingår i släktet Graphium och familjen riddarfjärilar. Inga underarter finns listade i Catalogue of Life.

## Bildgalleri

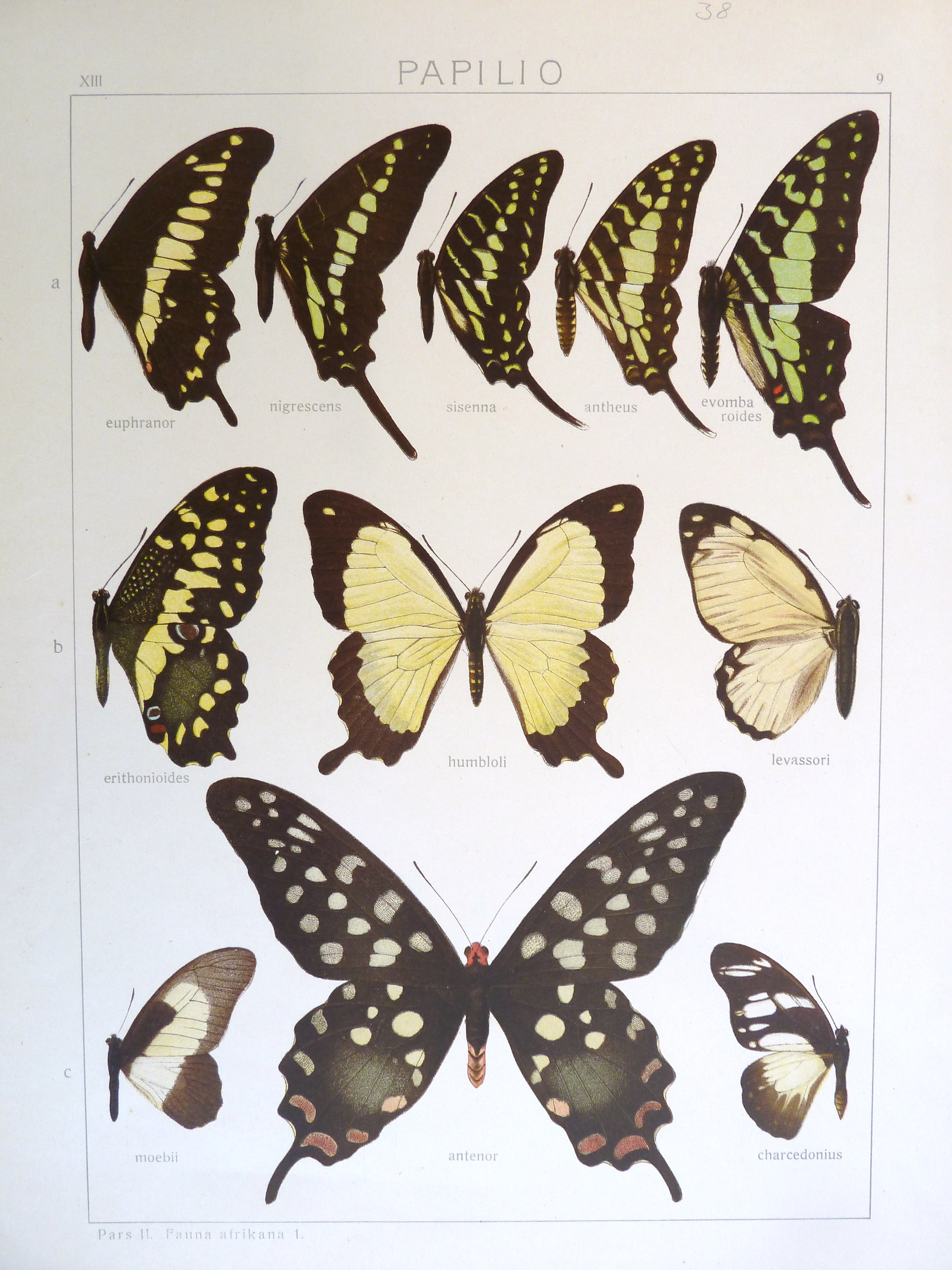